# بروتين كيناز سي ثيا

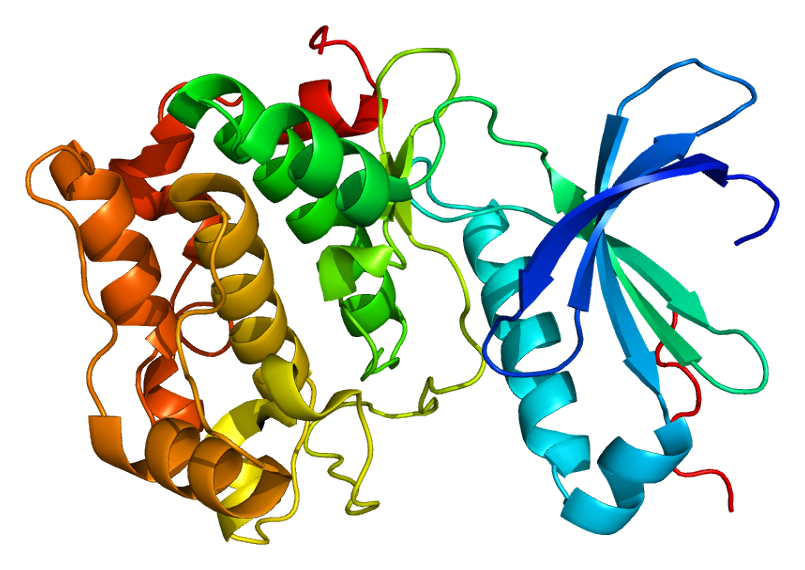

بروتين كيناز سي ثيتا (PKC-θ) هو إنزيم يتم ترميزه في البشر بواسطة جين PRKCQ.يُعبر عن كيناز سي ثيتا، وهو أحد أعضاء كينازات سيرين/ثريونين، بشكل أساسي في الخلايا المكونة للدم ذات المستويات العالية في الصفائح الدموية والخلايا اللمفاوية التائية، حيث تلعب دورًا في نقل الإشارة.تختلف المجموعات الفرعية المختلفة للخلايا التائية في متطلباتها من PKC-θ، لذلك يعتبر PKC-θهدفًا محتملاً للمثبطات في سياق العلاج المناعي.

## الوظيفة
بروتين كيناز سي (PKC) هو عائلة من كينازات البروتين الخاصة بالسيرين والثريونين والتي يمكن تنشيطها بواسطة المرسال الثاني دياسيل غليسرين. يقوم أفراد عائلة كيناز البروتين سي بفسفرة مجموعة متنوعة من أهداف البروتين ومن المعروف أنهم يشاركون في مسارات الإشارات الخلوية المتنوعة. يعمل أفراد عائلة كيناز البروتين سي أيضًا كمستقبلات رئيسية لإسترات فوربول، وهي فئة من محفزات الأورام. كل عضو في عائلة كيناز البروتين سي لديه ملف تعريف محدد للتعبير ويعتقد أنه يلعب دورًا مميزًا. وهو بروتين كيناز مستقل عن الكالسيوم ويعتمد على الفوسفوليبيد. هذا الكيناز مهم لتنشيط الخلايا التائية. مطلوب لتنشيط عوامل النسخ NF-kappaB و AP-1، وقد يربط مجمع إشارات مستقبلات الخلايا التائية (TCR) بتنشيط عوامل النسخ. يلعب كيناز البروتين سي ثيتا أيضًا دورًا في موت الخلايا المبرمج للخلايا اللمفاوية حيث يؤثر سلبًا ويؤخر تراكم الطيف في مرحلة مبكرة من موت الخلايا المبرمج.

### دور كيناز البروتين سي ثيتا في الخلايا التائية
يلعب كيناز البروتين سي ثيتا دورًا في نقل الإشارات في الخلايا التائية، حيث يؤثر الكيناز على تنشيطها وبقائها ونموها. كيناز البروتين سي ثيتا مهم في مسار الإشارة الذي يدمج الإشارات من مستقبلات TCR وCD28. يشكل التقاطع بين APC (خلية تقديم مستضد) والخلية التائية من خلال مستقبلات TCR ومعقد التوافق النسيجي الكبير (MHC).